# Anastasia Dotsenko
Anastasia Alexandrovna Dotsenko  (en russe : Анастасия Александровна Доценко), née le 14 octobre 1986 à Zelenodolsk, est une fondeuse russe. 
Elle prend part à la Coupe du monde qu'à partir de la saison 2010. C'est dans les épreuves de sprint que Dotsenko obtient ses meilleures performances avec un podium à Moscou le 2 février 2012 derrière Justyna Kowalczyk et Natalia Korosteleva. Elle est également montée sur le podium lors du sprint de la Nordic Opening le 30 novembre 2012 comptant pour la 2012-13. 
Par ailleurs, elle a pris part à une reprise aux Championnats du monde en 2011 avec pour meilleur résultat une 10e place au sprint par équipes.

## Carrière
Anastasia Dotsenko fait ses débuts en Coupe du monde le 22 janvier 2010 avec une 30e place en sprint à Rybinsk. Elle grimpe progressivement dans la hiérarchie mondiale et obtient sa qualification pour les Championnats du monde 2011 avec pour meilleur résultat une 10e place au sprint par équipes avec Julia Ivanova. Le 8 janvier 2012 à Moscou, elle monte pour la première fois de sa carrière sur un podium en Coupe du monde avec une troisième place en sprint derrière Justyna Kowalczyk et Natalia Korosteleva. Elle confirme la saison suivante lors du sprint du Nordic Opening 2012 avec un podium (troisième derrière la Norvégienne Marit Bjørgen et sa compatriote Evgenia Shapovalova). Aux Championnats du monde de Val di Fiemme en 2013, elle se classe quinzième du sprint classique et 50e du 10 km libre.
Le 1er décembre 2017, elle est disqualifiée des Jeux olympiques d'hiver de 2014 à la suite d'un test de dopage positif. Elle est également bannie à vie des compétitions olympiques. Elle fait appel de ces décisions auprès du Tribunal arbitral du sport.

## Palmarès

### Jeux olympiques d'hiver
| Épreuve / Édition | Sprint  | Sprint                           | 10 km                            | 10 km     | Skiathlon 2 × 7,5 km | 30 km | Relais | Relais   |
| Épreuve / Édition | libre   | classique                        | libre                            | classique | Skiathlon 2 × 7,5 km | 30 km | Sprint | 4 × 5 km |
| JO 2014 Sotchi    | 22e Dsq | Épreuve inexistante à cette date | Épreuve inexistante à cette date | —         | —                    | —     | 6e Dsq | —        |

Légende :
- Dsq : disqualifiée
- : pas d'épreuve
- — : non disputée par Dotsenko

### Championnats du monde
| Épreuve / Édition           | Sprint                           | Sprint                           | 10 km                            | 10 km                            | Poursuite / Skiathlon 2 × 7,5 km | 30 km | Relais | Relais   |
| Épreuve / Édition           | libre                            | classique                        | libre                            | classique                        | Poursuite / Skiathlon 2 × 7,5 km | 30 km | Sprint | 4 × 5 km |
| Mondiaux 2011 Oslo          | 30e                              | Épreuve inexistante à cette date | Épreuve inexistante à cette date | —                                | —                                | 32e   | 10e    | —        |
| Mondiaux 2013 Val di Fiemme | Épreuve inexistante à cette date | 15e                              | 50e                              | Épreuve inexistante à cette date | —                                | —     | —      | —        |
| Mondiaux 2015 Falun         | Épreuve inexistante à cette date | Dsq                              | —                                | Épreuve inexistante à cette date | —                                | Dsq   | 5e     | 7e       |

Légende :
- : pas d'épreuve
- — : non disputée par Dotsenko

### Coupe du monde
- Meilleur classement général : 26e en 2012.
- 1 podium individuel : 1 troisième place.
- 1 podium d'étape de tour : 1 troisième place.

#### Classements en Coupe du monde
| Année/Classement | Année/Classement | Général | Général | Sprint | Sprint | Distance | Distance |
| ---------------- | ---------------- | ------- | ------- | ------ | ------ | -------- | -------- |
| Année/Classement | Année/Classement | Class.  | Points  | Class. | Points | Class.   | Points   |
| 2009-10          | 2009-10          | 129e    | 1       | 95e    | 1      | -        | -        |
| 2010-11          | 2010-11          | 35e     | 180     | 32e    | 70     | 38e      | 54       |
| 2011-12          | 2011-12          | 26e     | 304     | 17e    | 197    | 39e      | 75       |
| 2012-13          | 2012-13          | 34e     | 218     | 23e    | 117    | 40e      | 61       |
| 2013-14          | 2013-14          | 57e     | 87      | 31e    | 77     | 70e      | 10       |
| 2014-15          | 2014-15          | 33e     | 216     | 14e    | 150    | 46e      | 58       |
| 2015-16          | 2015-16          | 41e     | 120     | 48e    | 21     | 32e      | 65       |

### Coupe d'Europe de l'Est
- 6e du classement général en 2015.
- 4 podiums, dont 1 victoire.